# Adiabatización austral
Adiabatización austral, período 2010 es un proceso por el cual se genera abundancia de lluvias por encima del promedio estacional anual, en el período de diciembre de 2009 a marzo de 2010; ocurre principalmente en la zona andina tropical austral y otros lugares en el mundo con latitud similar, si bien no constituye un desastre de magnitud; este puede generar desbordes de ríos, deslizamientos en zonas de montaña con lluvias continuas de mayor duración.
El proceso se produce por una alteración global como consecuencia de la pérdida o sostenibilidad temporal del efecto invernadero a nivel planetario; esto se produce en años donde la actividad solar decrece por efecto de la estabilidad magnética del sol; vea: "variación solar". El resultado natural de este proceso son inviernos más fríos en el Hemisferio Norte con el aumento directo de las tasas de subsidencia; son movimientos verticales descendentes que generan un vacío en los estratos altos de la atmósfera; la compensación termodinámica debido a este proceso, mejora la eficiencia en las tasas de ascenso en algunos lugares del Hemisferio Sur, lo cual sostiene el proceso generando mayor inestabilidad.
Es un proceso muy diferente al Fenómeno "El Niño"; tanto en origen, así como las zonas que afecta; este es un proceso que utiliza su propio calor; por lo tanto es un fenómeno relativamente momentáneo. Las anomalías climáticas presentadas en los andes peruanos y bolivianos en este periodo 2010, han sido confundidas por algunos como el fenómeno “El Niño".

## Algunas diferencias locales
1. En el fenómeno "El Niño", se intensifica la "Alta boliviana"; esto produce sequía en la " Zona altiplánica de Perú, Bolivia y Chile"; en cambio en el proceso de adiabatización austral, se genera un efecto contrario en esta región; se producen precipitaciones abundantes.
2. El "cinturón de convergencia intertropical" es difuso, se distribuye en Sudamérica en áreas consideradas habituales.
3. El norte de Perú recibe precipitaciones moderadas.
4. Distribución normal de la temperatura oceánica.